# Kagendo Murungi
Kagendo Murungi, née le 7 décembre 1971 au Kenya, morte le 27 décembre 2017 à Harlem, est une féministe kenyane.
Elle est militante des droits LGBT et cinéaste. Elle défend les droits de la communauté LGBTQ africaine pendant plus de vingt ans, et contribue à la création de la branche Afrique de la International Gay and Lesbian Human Rights Commission (Commission internationale des droits de l'homme des gays et des lesbiennes).

## Biographie

### Jeunesse, formation
Kagendo Murungi naît au Kenya en 1971 ; elle a six frères et sœurs. 
Elle déménage aux États-Unis où elle passe la plupart de sa vie. Kagendo Murungi obtient son baccalauréat en études sur les femmes à l'université Rutgers, où elle est cofondatrice d'un collectif militant multiculturel, puis elle poursuit sa maîtrise en études des médias à la New School for Social Research à New York. 

### Carrière, militantisme
Elle commence sa carrière professionnelle dans l'industrie cinématographique en tant que réalisatrice et productrice. Elle fonde le studio de production cinématographique Wapinduzi Productions en 1991 ; elle en est la productrice exécutive pendant environ 26 ans. Elle raconte cette histoire pour le film documentaire américain de 1995 These Girls Are Missing.
Kagendo Murungi joue un rôle déterminant dans la création du poste de responsable du programme Afrique à la Commission internationale des droits de l'homme des gays et des lesbiennes, reconnue par le Conseil économique et social des Nations unies. Elle est aussi coordinatrice bénévole pendant 15 ans au Festival du film africain. Elle occupe également le poste d'associée de programme au sein du National Black Programming Consortium alors qu'elle est encore organisatrice communautaire. En 2016, elle est directrice de la Banque alimentaire de l'église St Mary de Harlem.
L'organisation internationale Global Citizen observe en 2021 que l'encyclopédie en ligne Wikipédia publie trop peu d'articles sur les femmes de couleur et indique Kagendo Murungi parmi les sept militantes africaines qui devraient avoir un article.
Kagendo Murungi meurt le 27 décembre 2017 à 46 ans dans son logement de Harlem. Elle est enterrée dans une ferme familiale au Kenya.

## Filmographie
- Via New York, 1995.
- Sunshine Boutique, 2006.
- Local Food for Life Ministry: Food Justice from Maseru to East New York, 2013.
- Sokari Ekine: Spirit Desire, 2016.

### Articles Connexes
- Wairimu Kiambuthi